# 主題考古学
主題考古学（しゅだいこうこがく）とは、分野の全体をつらぬく大きな主題が設定されており、その主題に従って、いかなる地域、時代の考古学にも関係するという、人類史に共通する一般的な命題を追求する学問となる。これは、各地域の人類文化を比較することで、全体的な人類史の発達を復元しようとする考古学研究の目的を達するものと考えられる。従来の考古学が、特定の時代や地域に限定される傾向が強い地域偏重主義である点を矯正することが期待されている。

## 主題考古学の実例
- 環境考古学
- 動物考古学
- 植物考古学
- 実験考古学
- 民族考古学